# Східна Слобожанщина

Сучасний прапор острогозького козацтва. Неофіційний символ Східної Слобожанщини.

Східна Слобожанщина (Подоння, Північна Слобожанщина, Острогощина, Острогожчина) — етнічні українські землі, що нині розташовані в межах Курської, Білгородської та Воронізької областей Російської Федерації, північно-східна частина Слобідської України. Часом саме до Східної Слобожанщини також зараховують південно-східну Слобожанщину, що нині в межах Луганської області.

## Історія

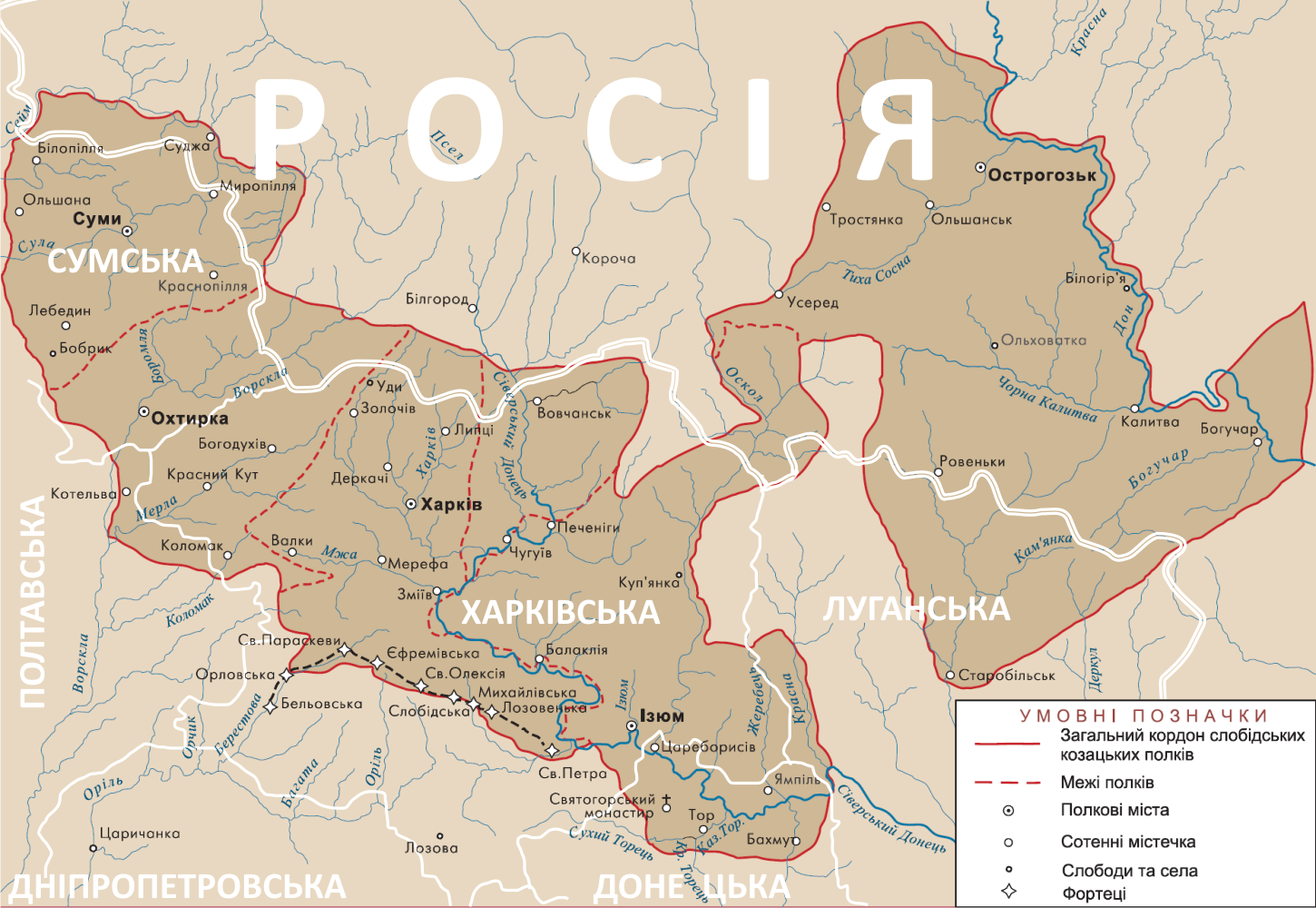
Мапа всіх полків Слобідської України в 1764-му. Білим кольором — сучасні кордони.

У часи Русі — Курське князівство та частина Чернігівської Землі.
Безлюдна територія, зазвичай іменувалася Кримська украйна (за назвою прикордонного Кримського ханства), географічно була частиною Дикого поля, приєднана до Московського князівства на початку 16 століття в результаті воєн з осколками колишньої Золотої Орди і Великим князівством Литовським. У 1620-1630-ті роки закінчилося приєднання всієї Кримської україни до Російського царства, а з 1570-х років за розпорядженням царя Івана Грозного почалася її колонізація. З самого початку цієї колонізації було задіяно велику кількість переселенців з відокремленої від Литовського князівства в 1569 році на користь Польщі південної території, що отримала назву Україна (нині відома як Подніпров'я або Наддніпрянська Україна). Частина православного населення, незадоволена новими польськими порядками, переходила в підданство московському царю і селилася на неосвоєних російських територіях. Цей процес значно посилився в середині 17 століття під час Національно-визвольної боротьби українців проти польського панування. Колонізувалась українцями в три етапи — 1651—1659, 1659—1663, 1663—1680 роки. У 1651 році на території Кримської украйни було сформовано 5 козацьких полків. 26 липня 1765 року Катерина II ліквідувала військову адміністрацію слобідських полків, а території, їм підпорядковані, перейшли в пряме підпорядкування губернатору новоствореної Слобідсько-Української губернії, назва якої включала в себе два історичні терміни: Слобідські полки і Кримську украйну. У 1830-ті роки з цієї назви виник анахронізм Слобідська украйна, нині відомий як Слобідська Україна.
Законом УНР від 29 листопада 1917 року було проголошено проведення Українських Установчих Зборів, у повітах Путивльському, Грайворонському й Новооскільському Курської губернії та Острогозькому, Бирюцькому, Валуйському й Богучарському Воронізької губернії.
Павло Скоропадський прилучив до Української Держави, крім вищезазначених повітів, ще й Рильський, Суджанський, Білгородський та Корочанський повіти Курщини.
Українська Радянська Соціалістична Республіка не змогла поширити свою юрисдикцію на ці східні та південно-східні землі.
Між тим, у часи Другої світової війни нацистська Німеччина мала намір включити ці землі до складу райхскомісаріату Україна, розділивши їх між напівутвореною генеральною округою Харків та планованою генеральною округою Воронеж.

## Адміністративно-державні утворення на теренах Східної Слобожанщини

### В добуКиївської Русі
- Курське князівство

- Рильське князівство

### В добу козацької України
- Острогозький (Рибенський) полк
- Охтирський полк — південно-східна частина
- Сумський полк — південно-східна частина

### Радянська епоха і сучасність
16 жовтня 1925 року були затверджені східні кордони УСРР, які успадкувала незалежна Україна. 1926 року був проведений перепис населення СРСР, який дає можливість сформувати перелік усіх етнічно-українських районів, складових Слобожанщини, територіально прилеглих до сучасної України:
- Глушківський та Суджанський райони Курської області;

- Красноярузький, Грайворонський, Борисівський, Шебекинський (східна частина), Новооскільський (західна частина), Волоконівський, Чернянський, Красногвардійський, Олексіївський, Вейделівський та Ровеньський райони Білгородської області;

- Кантемирівський, Богучарський, Розсошанський, Вільховатський, Підгоренський, Кам'янський, Острогозький (без північної частини та міста Коротояк), Лискинський (південна частина), Павловський, Петропавлівський, Калачіївський, Воробйовський, Бутурлинівський, Верхньомамонський Новохоперський (південна частина) Воронезької області;

- Чортківський, Кашарський, Міллєровський, Тарасівський та частково Мілютинський райони Ростовської області.

Більшість з цих районів у часи коренізації одержали статус українських національних районів на теренах Росії.
З різних причин у подальших переписах населення СРСР та Росії відсоток українців у вищевказаних районах стрімко падає. Станом на сьогодні лише у Ровеньському районі Білгородської області етнічно українське населення досі переважає.
Найбільшим сплеском українського культурного життя Східної Слобожанщини напочатку 2000-х років був український фестиваль у Розсоші Воронезької області з красномовним гаслом «Місто Розсош — в тобі Україна жива!»

## Відомі українці, пов'язані зі Східною Слобожанщиною

### Народилися на Східній Слобожанщині
- Щепкін Михайло Семенович (1788, Красне, Обоянський повіт, Курське намісництво —1863) — визначний актор української та російської сцени. Друг Тараса Шевченка.

- Костомаров Микола Іванович (1817, Юрасівка, Острогозький повіт, Воронізька губернія —1885) — видатний український і російський історик, поет-романтик, мислитель, громадський діяч, етнопсихолог.

- Трутовський Костянтин Олександрович (1826, Курськ —1893, Яківлівка, Обоянський повіт, Курська губернія) — український художник-живописець і графік.

- Крамськой Іван Миколайович (1837, Нова Сотня, Острогозький повіт, Воронізька губернія —1887) — український художник-портретист, теоретик образотворчого мистецтва, творець Артілі художників (1865 рік), один з організаторів та керівник Товариства пересувних виставок (1870 рік), академік живопису.

- Дикарів Митрофан Олексійович (1854, Борисівка, Валуйський повіт, Воронізька губернія —1899) — український і російський фольклорист, етнограф, мовознавець, дійсний член НТШ з 1899.

- Пасюга Степан Артемович (1862, Борисівка, Валуйський повіт, Воронізька губернія —1933) — кобзар.

- Коваленко Олекса Кузьмович (1880, хутір Власів, Бирюцький повіт, Воронізька губернія —1927) — український поет, перекладач, видавець.

- Буревій Кость Степанович (1888, Велика Меженка, Острогозький повіт, Воронізька губернія —1934) — український поет, драматург, театрознавець і літературний критик, перекладач.

- Єрошенко Василь Якович (1889, слобода Обухівка, Старооскільського повіту, Курська губернія —1952) —письменник, педагог, етнограф, музикант. Писав японською, есперанто та російською мовами.

- Животко Аркадій Петрович (1890, Пухове, Острогозький повіт, Воронізька губернія —1948) — український громадсько-просвітницький діяч, журналіст, редактор, видавець, дослідник історії української преси, один із фундаторів національного дошкільного виховання.

- Лиходько Іван Олександрович (1893, Суджа, Курська губернія —1943/1944) — підполковник Армії УНР.

- Хрущов Микита Сергійович (1894, Калинівка, Дмитрівський повіт, Курська губернія —1971) — керівник Радянського Союзу та Радянської України.

- Федоровський Олексій Олександрович (1897, село Руська Халань Новооскільського повіту, нині Чернянський район Бєлгородської області  —1981) — український хірург. Заслужений діяч науки УРСР.

- Марков Олександр Володимирович (1897, слобода Чернянка, Новооскільського повіту (нині смт. Чернянка Бєлгородської області) —1968) — радянський астроном.

- Ткаченко Георгій Кирилович (1898, Глушкове, Рильський повіт, Курська губернія —1993) — український бандурист.

- Плужник Євген Павлович (1898, Кантемирівка, Богучарський повіт, Воронізька губернія —1936) — український поет, драматург, перекладач.

- Жученко Павло Данилович (1905 слобода Чернянка Новооскільського повіту (нині селище міського типу Бєлгородської області) —1965) —радянський офіцер, Герой Радянського Союзу, в роки радянсько-німецької війни командувач артилерією 52-го стрілецького корпусу 40-ї армії Воронезького фронту, полковник. Українець

- Третяк Василь Якович (1926, Комарівка, Рильський повіт, Курська губернія —1989) — український радянський співак (драматичний тенор), Народний артист СРСР (з 1980 року).

- Філіпченко Анатолій Васильович (1928, Давидівка, Острогозький повіт, Воронізька губернія) — льотчик-космонавт СРСР.

- Чалий Петро Дмитрович (1946, Первомайське, Розсошанський район, Воронізька область) — журналіст і письменник, автор досліджень про українських уродженців Східної Слобожанщини — Миколу Костомарова і Євгена Плужника.

- Іоасаф (Шибаєв) (1954, Маслова Пристань, Шебекинський район, Бєлгородська область) — єпископ Української Православної Церкви Київського патріархату, Митрополит Білгородський і Обоянський.

- Петро (Москальов) (1979, Шебекино, Бєлгородська область) — єпископ Валуйський Української Православної Церкви Київського патріархату.
- Федір Степанович Цицурін (1814 - 1895) — український інтерніст, педагог та організатор охорони здоров'я, перший професор-терапевт медичного факультету Київського Університету, який зробив значний внесок зробив значний внесок у становлення київської школи терапевтів.

### Пов'язані зі Східною Слобожанщиною життям та працею
- Феодосій Печерський (1009—1074) — святий Православної церкви, преподобний, один із основоположників чернецтва на Русі, видатний церковний і політичний діяч другої половини XI ст. Дитинство провів у Курську.

- Іван Зіньківський (? — 1670, Острогозьк) — острогозький полковник. Очолив козацьке повстання проти московського царя.

- Йоасаф (Горленко) (1705—1754, Грайворон, Охтирський полк) — український освітній та церковний діяч, письменник, єпископ Російської православної церкви, з 2 червня 1748 — правлячий єпископ Білгородський і Обоянський. В 1911 році прославлений у лику святителів.

- Сковорода Григорій Савич (1722—1794) — український просвітитель-гуманіст, філософ, поет, педагог. Часто мандрував Східною Слобожанщиною. Був близьким знайомим Іоасафа Миткевича, білгородського єпископа у 1758—1763 рр., і Гервасія Якубовича, архімандрита білгородського кафедрального монастиря, яким присвятив декілька поезій зі збірки «Сад божественних пісень». Останньому острогозькому полковнику Степану Тев'яшову Сковорода присвятив свій філософський твір «Ікона Алківіадська» і переклад діалогу Цицерона «Про старість», а його сину Володимиру Тев'яшову — «Кільце» і «Алфавіт, чи буквар світу»[8].

- Рилєєв Кіндрат Федорович (1795—1826) — російський поет і революціонер-декабрист, один із нечисленних російських прихильників ідеї національного визволення України. Був одружений з Наталією Тевяшовою, з роду острогозьких полковників Тевяшових. У своїх працях, що присвячені Острогожщині, називав Східну Слобожанщину частиною України.

- Вовк Хведір Ївлампійович (1798—1889, Грайворон, Курська губернія) — український кобзар. Кобзарський цехмайстер у 1848–1889 р.р. Подорожував Східною Слобожанщиною. Похований у Грайвороні.

- Казан Іван (1852 — після 1929) — кобзарський цехмайстер у 1889–1929 р.р., а можливо і далі. Після смерті Хведора Вовка обраний у 1889 р. на «Грайворонській раді» цехмайстром «всієї Слобожанщини, Криму і Поазов'я».

- Андрей (Шептицький) (1865—1944) — граф, єпископ Української греко-католицької церкви; з 17 січня 1901 до смерті — Митрополит Галицький та Архієпископ Львівський — предстоятель Української греко-католицької церкви. В 1914—1915 рр. перебував на засланні в Курську[9].

- Онуфрій (Гагалюк) (1889—1938) — єпископ Білгородський (1933), архієпископ Курський і Обоянський. Святитель. День пам'яті — 19 травня (1 червня).

- Череватенко Віктор Якович (1955) — сучасний український поет. Живе у Білгороді.

- Савенко Євген Вікторович (1955) — голова Нижньокамської національно-культурної автономії «Українське товариство „Вербиченька“ (Татарстан). Веде свій родовід зі Східної Слобожанщини. Дитинство провів у Розсоші.

## Галерея

«Мазепин камінь» в Острогозьку.
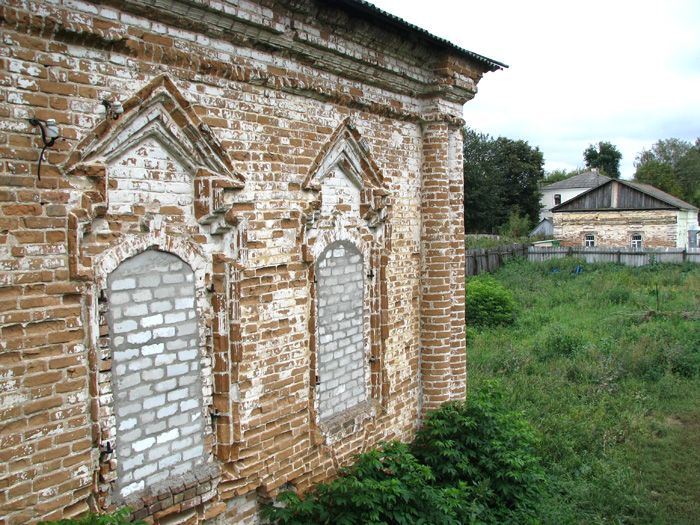
Мазепині палати в Іванівському.
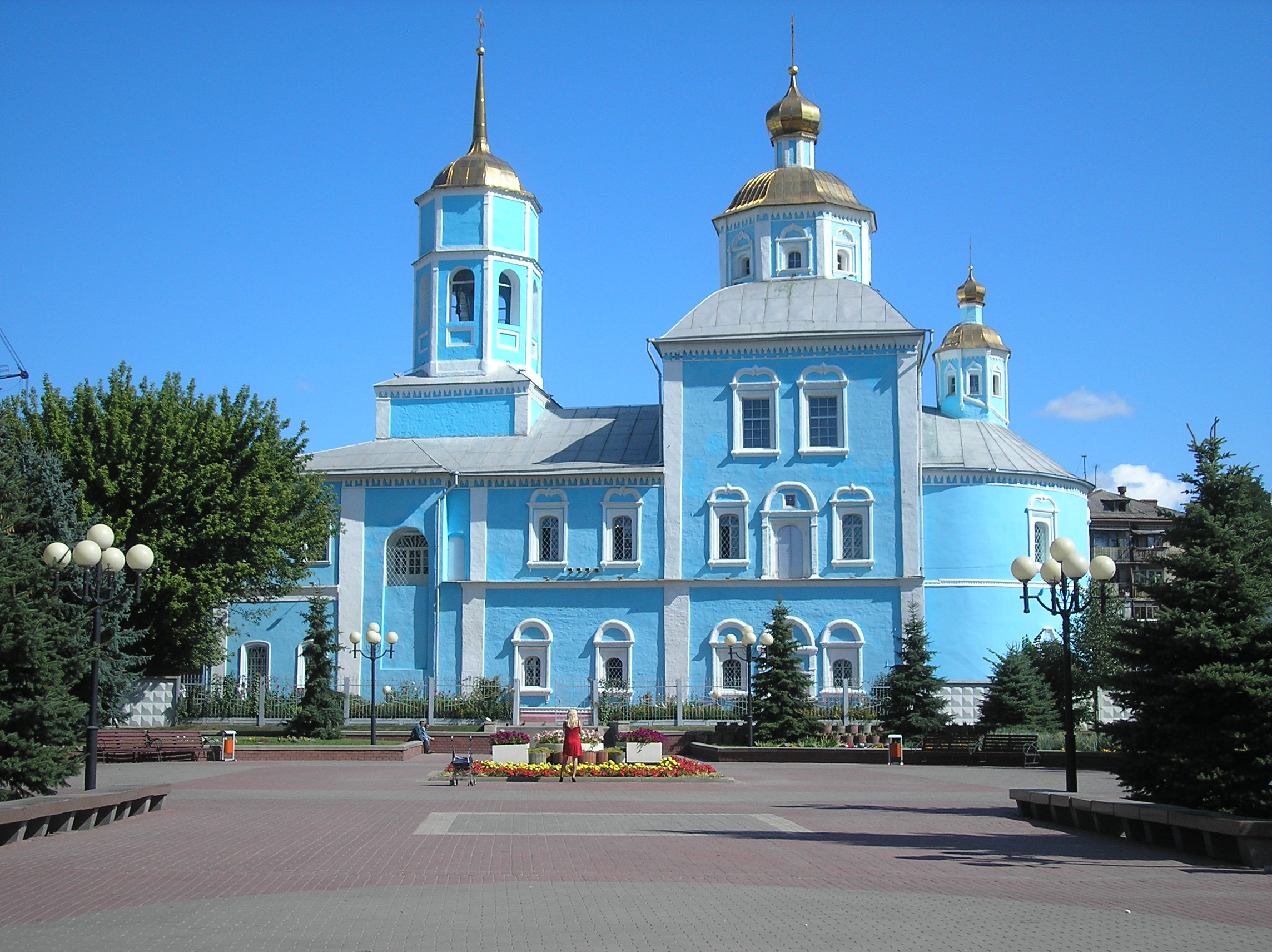
Смоленський собор у Бєлгороді.
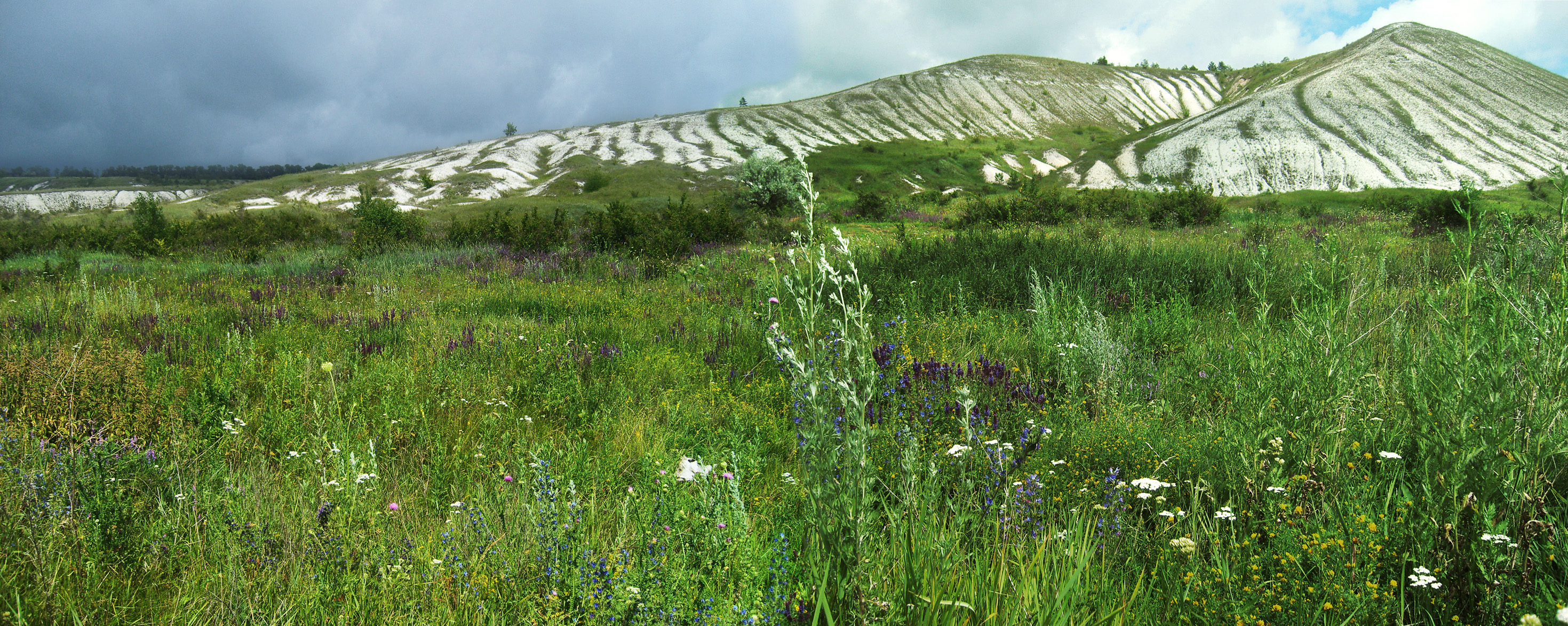
Білогір'я.
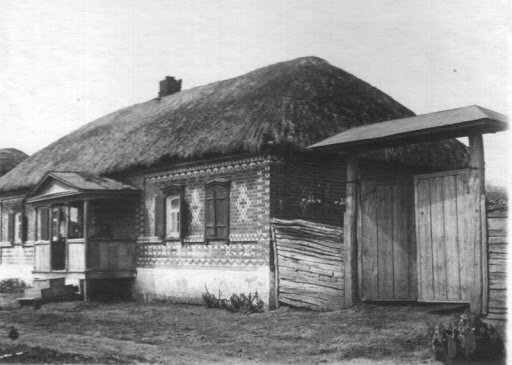
Кам'яниця в селі Сторожовому Острогозького повіту Воронезької губернії Росії, 1925 рік.